# Konrad der Rote

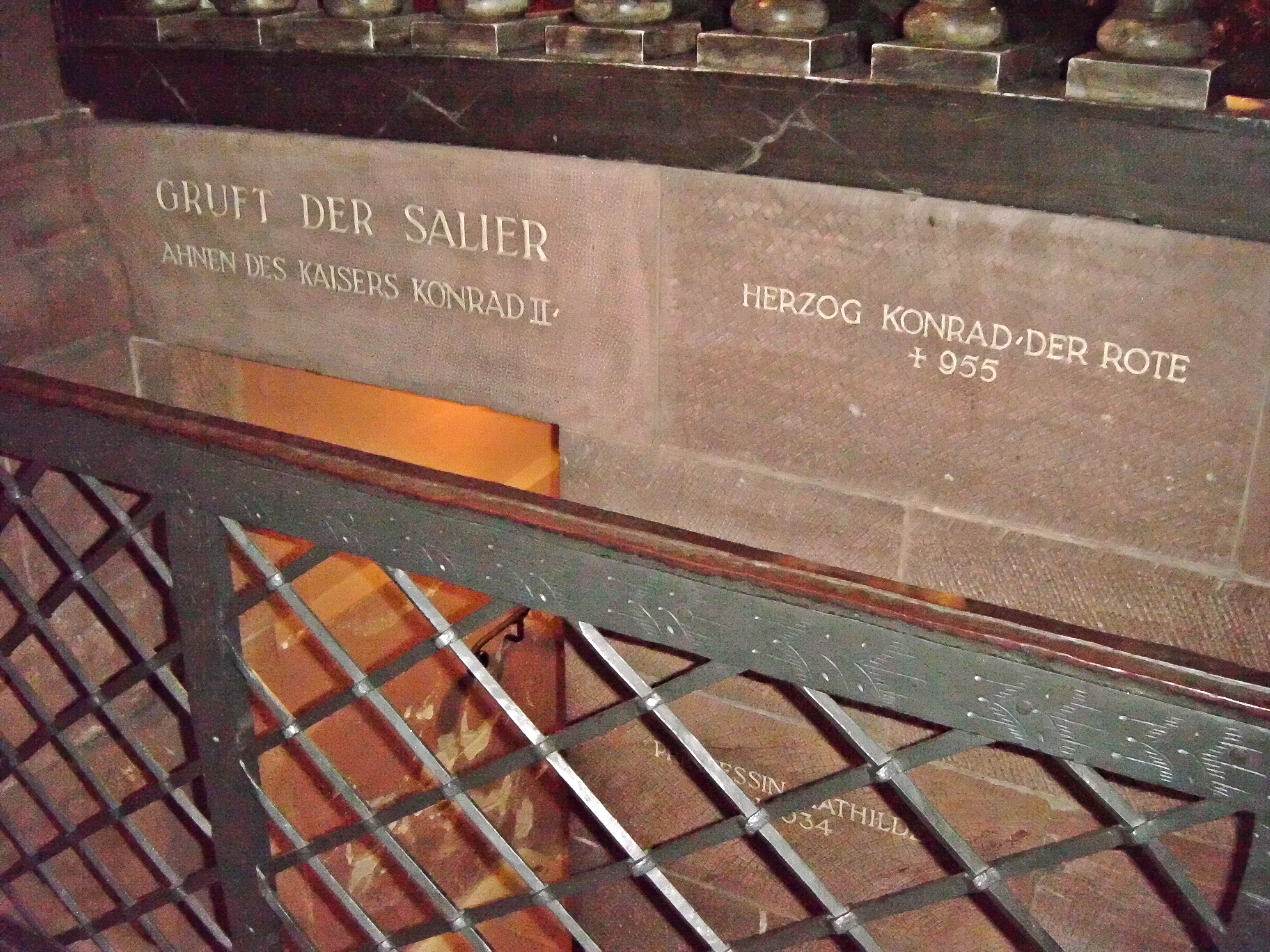
Eingang zur Grabstätte im Wormser Dom

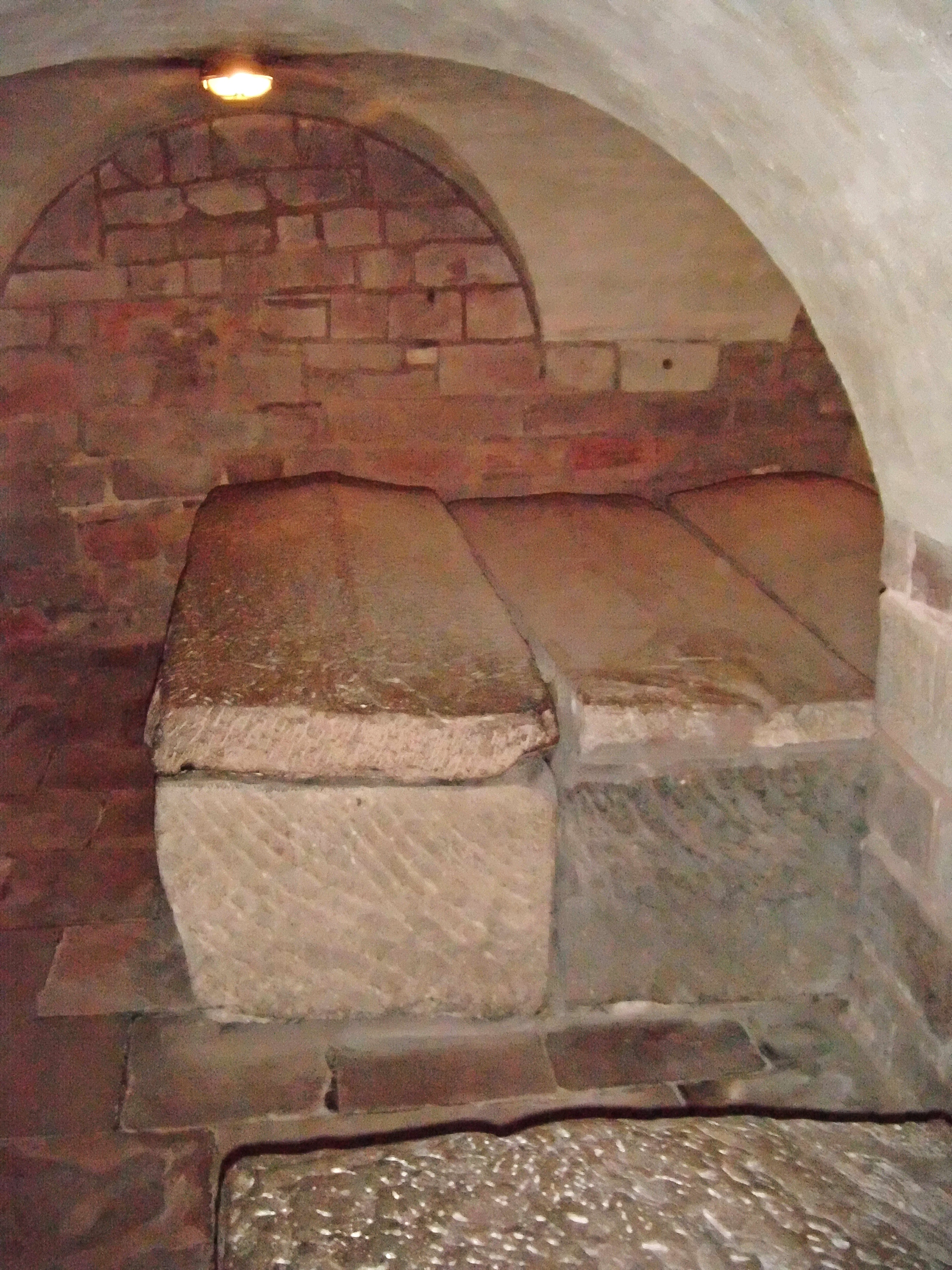
Sarkophag (links) in der Saliergruft des Wormser Domes

Konrad der Rote (* um 922; † 10. August 955) aus dem fränkischen Geschlecht der Salier war einer der engsten Vertrauten Ottos des Großen und von 944 bis 953 Herzog in Lothringen. Aufgrund seiner Beteiligung am Liudolfinischen Aufstand verlor er sein Herzogtum. Nach der Aussöhnung mit dem König fiel Konrad 955 als Anführer des fränkischen Aufgebots in der Schlacht auf dem Lechfeld. In der mittelalterlichen Geschichtsschreibung galt Konrad als Held. Die neuere Forschung sieht in ihm einen der ersten königlichen Amtsträger.

## Leben und Wirken
Konrad war der Sohn des Grafen Werner V., der Grafenrechte im Wormsgau und im Nahegau ausübte. Seine Mutter ist unbekannt. In Betracht gezogen werden sowohl Hicha von Schwaben, die Tochter von Herzog Burchard II. von Schwaben, als auch eine Konradinerin. Unter diesen werden eine Schwester oder eine (nichteheliche) Tochter von König Konrad I. favorisiert. Aber auch eine Abstammung von Eberhard († 902/903) ist möglich. Konrad hatte mindestens zwei Brüder, die jedoch namentlich nicht genannt werden. Mit Luitgard, der Tochter König Ottos I. aus dessen erster Ehe mit Edgitha, hatte Konrad einen Sohn Otto, den späteren Herzog von Kärnten. Zur Unterscheidung von dem fränkischen Grafen Konrad Kurzbold wurde Konrad von seinen Zeitgenossen wegen seines roten Haarschopfes „der Rote“ genannt.
Konrad wird erstmals in einer am 12. Februar 940 in Kassel ausgestellten Urkunde Ottos I. als Graf Chuonrad erwähnt. Darin schenkt Otto I. dem Bistum Speyer auf Bitten von dessen Bischof Amalrich und „unseres teuren Grafen“ (dilecti comitis nostri) Konrad Ländereien im fränkischen Ufgau. Der Titelzusatz dilectus drückte ein besonderes Wohlwollen des Urkundenausstellers gegenüber dem Bedachten aus. Ein Jahr später gehörte Konrad zum engsten Gefolge des Königs. Als Otto I. 941 von den Anschlagsplänen seines Bruders Heinrich I. erfuhr, der ihn anlässlich des Osterfestes in der Königspfalz in Quedlinburg ermorden wollte, zählte Konrad zu den Getreuen, mit denen sich der König zu seinem Schutz umgab. Auf den Rat Konrads hin bestrafte der König die Verschwörer mit dem Tode, während Heinrich bei Konrad in Ingelheim gefangengehalten wurde. Im Jahre 942 beteiligte sich Konrad am Zustandekommen des Friedens von Visé. Als Dank wurde ihm 944 die Herzogswürde verliehen. Durch die Vermählung mit Ottos I. Tochter Liutgard wurde seine Bindung zum Herrscherhaus 947 noch enger. 951 begleitete er Otto I. auf dessen erstem Zug nach Italien.
Als Otto I. im Februar 952 aufgrund von Nachrichten über eine Verschwörung seines Sohnes Liudolf in den nordalpinen Reichsteil aufbrach, blieb Konrad mit dem Auftrag in Pavia zurück, den flüchtigen Berengar von Ivrea weiter zu verfolgen. Konrad bewegte Berengar durch Verhandlungen dazu, Otto I. nachzureisen und in Magdeburg Frieden zu schließen. Die Einzelheiten dieses Friedens hatte Konrad zuvor mit Berengar ausgehandelt und sich ihm gegenüber als Vermittler für die Einhaltung der Vereinbarungen verbürgt. Als Berengar in Magdeburg eintraf, bereitete ihm Konrad einen königlichen Empfang: An der Seite des Thronfolgers Liudolf ritt er ihm mit einer Gruppe von Herzögen, Grafen und Hofleuten bis weit vor die Stadt entgegen, geleitete ihn dorthin und brachte ihn in einer extra vorbereiteten Herberge unter. Otto I. jedoch brüskierte auf Anraten seines Bruders Heinrich von Bayern und seiner Ehefrau Adelheid den Gast und ließ ihn drei Tage warten. Anschließend bestätigte er keine der mit Konrad getroffenen Vereinbarungen. Stattdessen musste Berengar sogar noch Teile seines Herrschaftsgebietes an Otto I. überlassen. Am Ende konnte Berengar froh darüber sein mit freiem Geleit abziehen zu dürfen. Konrad war damit vor dem gesamten Hof bloßgestellt, seine Ehre und sein Ansehen schwer beschädigt. Das Berengar gegebene Wort hatte er nicht einhalten können und der König hatte seinen Rat abgewiesen.
Zur Wiederherstellung seiner Stellung schloss Konrad sich den Gegnern Heinrichs an. Nach dem Tod seiner Gemahlin 953 verbündete Konrad sich dann offen mit Ottos Sohn Liudolf zum Sturz des verhassten Herzogs Heinrich, dem beide die feindliche Gesinnung des Königs zuschrieben. Auf einem Reichstag in Fritzlar im Mai 953 wurden Konrad und Liudolf ihre Herzogtümer abgesprochen. Das Herzogtum Lothringen ging im September 953 an Ottos Bruder Brun. Am 16. Juni 954 unterwarf sich Konrad dem König auf einem Treffen der verfeindeten Parteien in Langenzenn bei Fürth, nachdem Heinrich von Bayern den Abtrünnigen offen eine Verbrüderung mit den Ungarn vorgeworfen hatte. Während Liudolf seinen Kampf fortsetzte, erhielt Konrad seine beschlagnahmten Güter zurück, allerdings ohne die Herzogswürde Lothringens. Dennoch verwenden die mittelalterlichen Geschichtsquellen für Konrad auch danach noch den Herzogstitel. Noch im gleichen Jahr kämpfte er an der Seite des Markgrafen Gero, der ihm als Mitglied der Saalfelder Schwureinung zu Beistand und Hilfe verpflichtet war, an der Ucker gegen die slawischen Ukranen.
Konrad fiel als Anführer des fränkischen Aufgebots in der Schlacht auf dem Lechfeld gegen die Ungarn. Zeitgenössische Quellen wie z. B. Widukind von Corvey schreiben seinem Verhalten den entscheidenden Anteil am siegreichen Ausgang der Schlacht zu. Er starb durch einen Pfeilschuss, als er infolge unerträglicher Hitze seinen Helm lüften wollte, wurde in die Heimat überführt und in Anwesenheit König Ottos I. im Wormser Dom beigesetzt. Sein Steinsarg mit den sterblichen Überresten ist in der dortigen Saliergruft erhalten. Weil der Tagesheilige des 10. August 955, an dem Konrad der Rote fiel, der Märtyrer Laurentius von Rom war, wurden zum Dank für die siegreiche Schlacht und in Erinnerung an den dabei erfolgten Tod des Herzogs im Speyer- und Wormsgau zahlreiche dem Heiligen Laurentius geweihte Kirchen und Kapellen errichtet. Konrads im Jahre 948 geborener Sohn Otto war Herzog von Kärnten.